# Supercopa da França de 2019
A Supercopa da França de 2019 ou Trophée des Champions 2019 foi a 24ª edição do torneio, disputada em partida única entre o campeão da Ligue 1 de 2018–19 (Paris Saint-Germain) e o campeão da Copa da França de 2018–19 (Stade Rennais). O jogo foi disputado no Shenzhen Universiade Sports Center em Shenzhen.

## Participantes
| Equipe              | Classificação                        |
| ------------------- | ------------------------------------ |
| Paris Saint-Germain | Campeão da Ligue 1 de 2018–19        |
| Rennes              | Campeão da Copa da França de 2018–19 |

## Partida
| 3 de agosto de 2019 | Paris Saint-Germain       | 2 – 1     | Rennes    | Shenzhen Universiade Sports Center, Shenzhen |
| 19:30               | Mbappé 57' · Di María 73' | Relatório | 13' Hunou | Público: 22 045 Árbitro: FRA Benoît Bastien  |

| PSG | Rennes |

## Campeão
| Supercopa da França de 2019   |
| ----------------------------- |
| Paris Saint-Germain 9° titulo |